# ابوزاید الهلالی
ابوزاید الهلالی (عربی مصری: أبو زيد الهلالي) یک فیلم به کارگردانی عزالدین ذوالفقار است که در سال ۱۹۴۷ منتشر شد. از بازیگران آن می‌توان به فاتن حمامه و سراج منیر اشاره کرد.
این فیلم در مورد زندگی قهرمانی به همین نام است که در مصر و تونس حضور داشته است.